# Lista țărilor și teritoriilor nesuverane europene

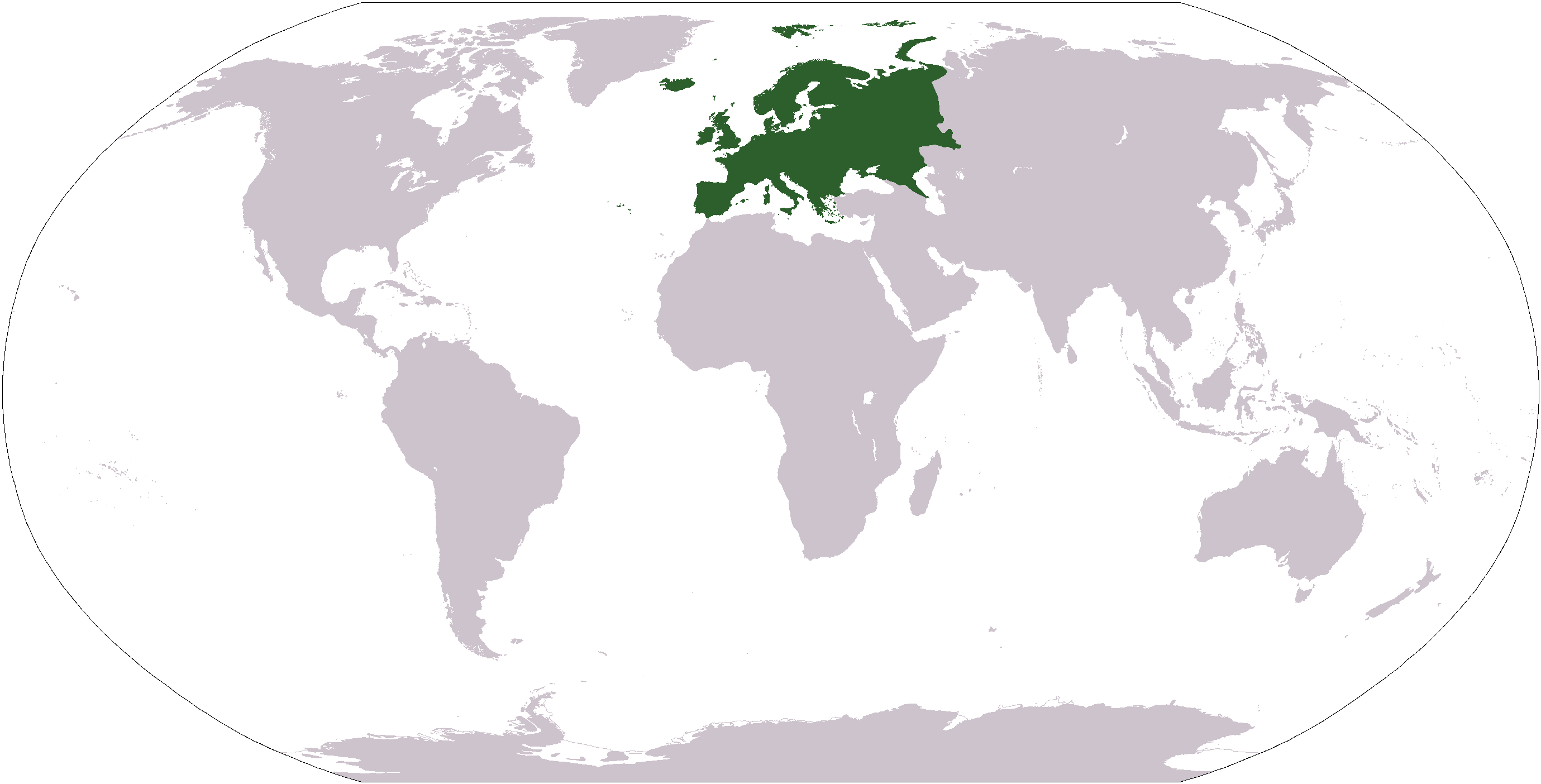
Localizarea Europei pe harta lumii

Europa este, convențional, unul dintre cele șapte continente. Fiind cuprinsă în masa continentală a Eurasiei, Europa este separată de Asia prin Munții Ural, râul Ural, și Marea Caspică la est, și prin Munții Caucaz la sud-est. Europa are deschidere, în nord, la Oceanul Arctic, în vest — la Oceanul Atlantic, în sud — la Marea Mediterană, iar în sud-est la Marea Neagră și la căile ei de legătură spre Marea Mediterană. Totuși, granițele Europei — un concept ce datează încă din antichitate — sunt, oarecum, arbitrare, deoarece termenul de continent poate face referire la diferențele de ordin cultural și politic sau cele de ordin fizico–geografic.
După suprafață, Europa este al doilea cel mai mic continent, acoperind 10.180.000 de kilometri pătrați — 2 % din suprafața Pământului sau 6,8 % din cea terestră. Din cele  50  de state ale Europei, Rusia este cel mai mare (atât după suprafață, cât și după populație), în timp ce Vaticanul este cel mai mic. Europa este al treilea cel mai populat continent dupa Asia și Africa, cu o populație de 731 milioane de locuitori, reprezentând 11 % din populația lumii.
Aceasta e o listă cu țările Europei cu numele în limba română și limba națională, atât varianta scurtă cât și cea oficială, împreună cu capitalele fiecăreia.

## State suverane

### Albania—Azerbaidjan
| Steag | Hartă | Nume scurt în română | Nume lung în română   | Nume scurt în limba națională                         | Nume lung în limba națională                                                                  | Capitala                                                                                            |
| ----- | ----- | -------------------- | --------------------- | ----------------------------------------------------- | --------------------------------------------------------------------------------------------- | --------------------------------------------------------------------------------------------------- |
|       |       | Albania              | Republica Albania     | albaneză: Shqiperia                                   | albaneză: Republika e Shqipërisë                                                              | Tirana albaneză: Tiranë                                                                             |
|       |       | Andorra              | Principatul Andorra   | Andorra                                               | catalană: Principat d'Andorra franceză: Principauté d'Andorre spaniolă: Principado de Andorra | Andorra la Vella catalană: Andorra la Vella franceză: Andorre-la-Vieille spaniolă: Andorra la Vieja |
|       |       | Armenia              | Republica Armenia     | armeană: Հայաստան/ Հայք Transliterare: Hayastan/ Hayq | armeană: Հայաստանի Հանրապետություն Transliterare: Hayastani Hanrapetutyun                     | Erevan armeană: Երևան or Երեւան                                                                     |
|       |       | Austria              | Republica Austria     | germană: Österreich                                   | germană: Republik Österreich                                                                  | Viena germană: Wien                                                                                 |
|       |       | Azerbaidjan          | Republica Azerbaidjan | azeră: Azərbaycan                                     | azeră: Azərbaycan Respublikası                                                                | Baku azeră: Bakı                                                                                    |

|                                    |                  |                                |                    |                                            |
| Butrint, Albania Patrimoniu UNESCO | Andorra la Vella | Mănăsitrea Khor Virap, Armenia | Primăria din Viena | Moscheea Bibi Heybat din Baku, Azerbaidjan |

### Belarus—Cehia
| Steag | Hartă | Nume scurt în română  | Nume lung în română | Nume scurt în limba națională                           | Nume lung în limba națională                                                               | Capitala                                                            |
| ----- | ----- | --------------------- | ------------------- | ------------------------------------------------------- | ------------------------------------------------------------------------------------------ | ------------------------------------------------------------------- |
|       |       | Belarus               | Republica Belarus   | bielorusă și rusă: Беларусь Transliterare: Belarus      | bielorusă: Рэспубліка Беларусь rusă: Республика Беларусь Transliterare: Respublika Belarus | Minsk bielorusă: Мінск rusă: Минск                                  |
|       |       | Belgia                | Regatul Belgiei     | neerlandeză: België franceză: Belgique germană: Belgien | neerlandeză: Koninkrijk België franceză: Royaume de Belgique germană: Königreich Belgien   | Bruxelles neerlandeză: Brussel franceză: Bruxelles germană: Brüssel |
|       |       | Bosnia și Herțegovina |                     |                                                         | bosniacă: Bosna i Hercegovina bosniacă: Босна и Херцеговина                                | Sarajevo bosniacă: Sarајеvо bosniacă: Сарајево                      |
|       |       | Bulgaria              | Republica Bulgaria  | bulgară: България                                       | bulgară: Република България}} Transliterare: Republika Bălgariia                           | Sofia bulgară: София Transliterare: Sofiia                          |
|       |       | Cehia                 | Republica Cehă      | cehă: Česko                                             | cehă: Česká republika                                                                      | Praga cehă: Praha                                                   |

|                          |                                             |                               |                                   |                                                   |
| Piața Victoriei, Belarus | Catedrala Sf. Mihai și Gudula din Bruxelles | Mostar, Bosnia și Herțegovina | Catedrala Alexander Nevski, Sofia | Castelul Karlštejn, centrul regiunii boeme, Cehia |

### Cipru—Estonia
| Steag | Hartă | Nume scurt în română | Nume lung în română    | Nume scurt în limba națională                                                            | Nume lung în limba națională | Capitala                                                              |
| ----- | ----- | -------------------- | ---------------------- | ---------------------------------------------------------------------------------------- | --- | --------------------------------------------------------------------- |
|       |       | Cipru                | Republica Cipru        | greacă: Κύπρος Transliterare: Kýpros turcă: Kıbrıs                                       | greacă: Κυπριακή Δημοκρατία Transliterare: Kypriakí Dhimokratía turcă: Kıbrıs Cumhuriyeti                                                                                   | Nicosia greacă: Λευκωσία turcă: Lefkoșa                               |
|       |       | Croația              | Republica Croația      | croată: Hrvatska                                                                         | croată: Republika Hrvatska | Zagreb                                                                |
|       |       | Danemarca            | Regatul Danemarcei     | daneză: Danmark                                                                          | daneză: Kongeriget Danmark | Copenhaga daneză: København                                           |
|       |       | Elveția              | Confederația Elvețiană | latină: Helvetia germană: Schweiz franceză: Suisse italiană: Svizzera retoromană: Svizra | latină: Confoederatio Helvetica germană: Schweizerische Eidgenossenschaft franceză: Confédération suisse italiană: Confederazione Svizzera retoromană: Confederaziun svizra | Berna germană: Bern franceză: Berne italiană: Berna retoromană: Berna |
|       |       | Estonia              | Republica Estonia      | estonă: Eesti                                                                            | estonă: Eesti Vabariik | Tallinn                                                               |

|                             |                    |                           |                    |         |
| Orașul antic Salamis, Cipru | Dubrovnik, Croația | Casa Operei din Copenhaga | Trecătoarea Susten | Tallinn |

### Finlanda—Grecia
| Steag | Hartă | Nume scurt în română | Nume lung în română         | Nume scurt în limba națională                      | Nume lung în limba națională                                    | Capitala                                           |
| ----- | ----- | -------------------- | --------------------------- | -------------------------------------------------- | --------------------------------------------------------------- | -------------------------------------------------- |
|       |       | Finlanda             | Republica Finlanda          | finlandeză: Suomi suedeză: Finland                 | finlandeză: Suomen tasavalta suedeză: Republiken Finland        | Helsinki finlandeză: Helsinki suedeză: Helsingfors |
|       |       | Franța               | Republica Franceză          | franceză: France                                   | franceză: République française                                  | Paris                                              |
|       |       | Georgia              | Republica Georgia           |                                                    | georgiană:საქართველო Transliterare: Sakartvelo                  | Tbilisi georgiană: თბილისი                         |
|       |       | Germania             | Republica Federală Germania | germană: Deutschland                               | germană: Bundesrepublik Deutschland                             | Berlin                                             |
|       |       | Grecia               | Republica Elenă             | greacă: Ελλάδα/ Ελλάς Transliterare: Elláda/ Ellás | greacă: Ελληνική Δημοκρατία Transliterare: Elliniki Dhimokratia | Atena greacă: Αθήνα Transliterare: Athína          |

|                        |                     |                                  |                          |          |
| Catedrala din Helsinki | Turnul Eifel, Paris | Catedrala Svetiskhoveli, Georgia | Catedrala Köln, Germania | Pantheon |

### Irlanda—Letonia
| Steag | Hartă | Nume scurt în română | Nume lung în română | Nume scurt în limba națională          | Nume lung în limba națională                                       | Capitala                             |
| ----- | ----- | -------------------- | ------------------- | -------------------------------------- | ------------------------------------------------------------------ | ------------------------------------ |
|       |       | Irlanda              | Republica Irlanda   | irlandeză: Éire Limba engleză: Ireland | irlandeză: Poblacht na hÉireann Limba engleză: Republic of Ireland | Dublin irlandeză: Baile Átha Cliath  |
|       |       | Islanda              | Republica Islanda   | islandeză: Ísland                      | islandeză: Lýðveldið Ísland                                        | Reykjavik islandeză: Reykjavíkurborg |
|       |       | Italia               | Republica Italiană  | italiană: Italia                       | italiană: Repubblica Italiana                                      | Roma                                 |
|       |       | Letonia              | Republica Letonia   | letonă: Latvija                        | letonă: Latvijas Republika                                         | Riga letonă: Rīga                    |

|                               |           |                   |                 |      |
| Catedrala Sf. Patrick, Dublin | Reykjavik | Colosseumul, Roma | Centrul Astanei | Riga |

### Liechtenstein—Malta
| Steag | Hartă | Nume scurt în română | Nume lung în română         | Nume scurt în limba națională                                                  | Nume lung în limba națională                                                                                     | Capitala                                                                                        |
| ----- | ----- | -------------------- | --------------------------- | ------------------------------------------------------------------------------ | --- | ----------------------------------------------------------------------------------------------- |
|       |       | Liechtenstein        | Principatul Liechtenstein   | germană: Liechtenstein                                                         | germană: Fürstentum Liechtenstein                                                                                | Vaduz                                                                                           |
|       |       | Lituania             | Republic Lituania           | lituaniană: Lietuva                                                            | lituaniană: Lietuvos Respublika                                                                                  | Vilnius                                                                                         |
|       |       | Luxemburg            | Marele Ducat de Luxemburg   | luxemburgheză: Lëtzebuerg franceză: Luxembourg germană: Luxemburg              | luxemburgheză: Groussherzogtum Lëtzebuerg franceză: Grand-Duché de Luxembourg germană: Großherzogtum Luxemburg   | Luxemburg luxemburgheză: Stad Lëtzebuerg franceză: Ville de Luxembourg germană: Luxemburg Stadt |
|       |       | Macedonia de Nord    | Republica Macedonia de Nord | macedoneană: Македонија Transliterare: Makedoniia albaneză: Maqedonia e Veriut | macedoneană: Република Македонија Transliterare: Republika Makedoniia albaneză: Republika e Maqedonisë së Veriut | Skopje macedoneană: Скопје albaneză: Shkup                                                      |
|       |       | Malta                | Republica Malta             | malteză: Malta engleză: Malta                                                  | malteză: Ir-Repubblika ta' Malta engleză: Republic of Malta                                                      | Valletta malteză: Il-Belt Valletta                                                              |

|                |                            |                  |                       |         |
| Castelul Vaduz | Biserica Kernave, Lituania | Orașul Luxemburg | Munții Šar, Macedonia | Valetta |

### Moldova—Polonia
| Steag | Hartă | Nume scurt în română | Nume lung în română  | Nume scurt în limba națională                                          | Nume lung în limba națională                                                                                                   | Capitala                                  |
| ----- | ----- | -------------------- | -------------------- | ---------------------------------------------------------------------- | --- | ----------------------------------------- |
|       |       | Republica Moldova    | Republica Moldova    | română: Moldova                                                        | Republica Moldova | Chișinău                                  |
|       |       | Monaco               | Principatul Monaco   | franceză: Monaco Monégasque: Múnegu occitană: Mónegue italiană: Monaco | franceză: Principauté de Monaco monegasque: Principatu de Múnegu occitană: Principat de Mónegue italiană: Principato di Monaco | Monaco                                    |
|       |       | Muntenegru           | Republica Montenegru | muntenegreană: Crna Gora sârbă: Црна Гора                              | muntenegreană: Republika Crna Gora sârbă: Република Црна Гора                                                                  | muntenegreană: Podgorica sârbă: Подгорица |
|       |       | Norvegia             | Regatul Norvegiei    | bokmål: Norge nynorsk: Noreg                                           | bokmål: Kongeriket Norge nynorsk: Kongeriket Noreg                                                                             | Oslo                                      |
|       |       | Polonia              | Republica Poloneză   | poloneză: Polska                                                       | poloneză: Rzeczpospolita Polska                                                                                                | Varșovia poloneză: Warszawa               |

|                              |                         |                         |                          |                                        |
| Mănăstirea Căpriana, Moldova | Portul Hercules, Monaco | Valea Kotor, Muntenegru | Geirangerfjord, Norvegia | Castelul teuton de la Malbork, Polonia |

### Portugalia—San Marino
| Steag | Hartă | Nume scurt în română | Nume lung în română                                | Nume scurt în limba națională       | Nume lung în limba națională | Capitala                                        |
| ----- | ----- | -------------------- | -------------------------------------------------- | ----------------------------------- | --- | ----------------------------------------------- |
|       |       | Portugalia           | Republica Portugheză                               | portugheză: Portugal                | portugheză: República Portuguesa | Lisabona portugheză: Lisboa                     |
|       |       | Regatul Unit         | Regatul Unit al Marii Britanii și Irlandei de Nord | engleză: United Kingdom             | engleză: United Kingdom of Great Britain and Northern Ireland velșă: Teyrnas Unedig Prydain Fawr a Gogledd Iwerddon galeză: An Rìoghachd Aonaichte na Breatainn Mhòr agus Eirinn a Tuath irlandeză: Ríocht Aontaithe na Breataine Móire agus Thuaisceart Éireann scoțiană: Unitit Kinrick o Graet Breetain an Northren Ireland cornică: An Rywvaneth Unys a Vreten Veur hag Iwerdhon Glédh | Londra engleză: London                          |
|       |       | România              | România                                            | română: România                     | română: România | București                                       |
|       |       | Rusia                | Federația Rusă                                     | rusă: Россия Transliterare: Rossiia | rusă: Российская Федерация Transliterare: Rossiiskaia Federațiia | Moscova rusă: Москва Transliterare: Moskva      |
|       |       | San Marino           | Republica San Marino                               | italiană: San Marino                | italiană: Serenissima Repubblica di San Marino | Orașul San Marino italiană: Città di San Marino |

|                 |                             |                          |                               |                          |
| Belem, Lisabona | Palatul Westminster, Londra | Ateneul Român, București | Catedrala Sf. Vasile, Moscova | Monte Titano, San Marino |

### Serbia—Suedia
| Steag | Hartă | Nume scurt în română | Nume lung în română | Nume scurt în limba națională                                    | Nume lung în limba națională                                                         | Capitala                                                                   |
| ----- | ----- | -------------------- | ------------------- | ---------------------------------------------------------------- | ------------------------------------------------------------------------------------ | -------------------------------------------------------------------------- |
|       |       | Serbia               | Republica Serbia    | sârbă cu alfabet chirilic: Србија sârbă cu alfabet latin: Srbija | sârbă cu alfabet chirilic: Република Србија sârbă cu alfabet latin: Republika Srbija | Belgrad sârbă cu alfabet chirilic: Београд sârbă cu alfabet latin: Beograd |
|       |       | Slovacia             | Republica Slovacă   | slovacă: Slovensko                                               | slovacă: Slovenská republika                                                         | Bratislava                                                                 |
|       |       | Slovenia             | Republica Slovenia  | slovenă: Slovenija                                               | slovenă: Republika Slovenija                                                         | Ljubljana                                                                  |
|       |       | Spania               | Regatul Spaniei     | spaniolă: España                                                 | spaniolă: Reino de España                                                            | Madrid                                                                     |
|       |       | Suedia               | Regatul Suediei     | suedeză: Sverige                                                 | suedeză: Konungariket Sverige                                                        | Stockholm                                                                  |

|                            |                          |                           |                                     |                   |
| Fortăreața Golubac, Serbia | Orașul Vechi, Bratislava | Muntele Triglav, Slovenia | Biserica Sagrada Familia, Barcelona | Stockholm, Suedia |

### Turcia—Vatican
| Steag | Hartă: | Nume scurt în română  | Nume lung în română        | Nume scurt în limba națională | Nume lung în limba națională                                               | Capital                                                                             |
| ----- | ------ | --------------------- | -------------------------- | ----------------------------- | -------------------------------------------------------------------------- | ----------------------------------------------------------------------------------- |
|       |        | Turcia                | Republica Turcia           | turcă: Türkiye                | turcă: Türkiye Cumhuriyeti                                                 | Ankara                                                                              |
|       |        | Țările de Jos         | Regatul Țărilor de Jos     | neerlandeză: Nederland        | neerlandeză: Koninkrijk der Nederlanden                                    | Amsterdam (capitala) Haga (sediul guvernului) neerlandeză: 's-Gravenhage (Den Haag) |
|       |        | Ucraina               |                            |                               | ucraineană: Україна Transliterare: Ukraina                                 | Kiev ucraineană: Київ Transliterare: Kîiv                                           |
|       |        | Ungaria               | Republica Ungaria          | maghiară: Magyarország        | maghiară: Magyar Köztársaság                                               | Budapesta maghiară: Budapest                                                        |
|       |        | Vatican Sfântul Scaun | Statul Cetății Vaticanului | latina: Santa Sede            | latina: Status Civitatis Vaticanæ italiană: Stato della Città del Vaticano | Vatican                                                                             |

|                       |                          |                                              |                             |                          |
| Hagia Sofia, Istanbul | Palatul Regal, Amsterdam | Manastirea cu cupole de aur Sf. Mihail, Kiev | Podul cu lanțuri, Budapesta | Piața Sf. Petru, Vatican |

## Teritorii și regiuni nesuverane (8)
Teritorii dependente și regiuni autonome în Europa.

### Åland—Guernsey
| Steag | Hartă | Nume scurt în română | Nume lung în română | Nume scurt în limba națională  | Nume lung în limba națională                               | Capitala                                       |
| ----- | ----- | -------------------- | ------------------- | ------------------------------ | ---------------------------------------------------------- | ---------------------------------------------- |
|       |       | Åland                | Insulele Åland      | suedeză: Åland                 | suedeză: Landskapet Åland finlandeză: Ahvenanmaan maakunta | Mariehamn finlandeză: Maarianhamina            |
|       |       | Akrotiri și Dhekelia |                     | engleză: Akrotiri and Dhekelia |                                                            | Cantonamentul Episkopi                         |
|       |       | Gibraltar            |                     |                                |                                                            | Gibraltar                                      |
|       |       | Guernsey             | Provincia Guernsey  | dgèrnésiais: Guernesey         | dgèrnésiais : Bailliage de Guernesey                       | St. Peter Port Dgèrnésiais : Saint Pierre Port |

### Insulele Feroe—Muntele Athos
| Steag | Hartă | Nume scurt în română | Nume lung în română                       | Nume scurt în limba națională               | Nume lung în limba națională                                                                         | Capitala                                               |
| ----- | ----- | -------------------- | ----------------------------------------- | ------------------------------------------- | --- | ------------------------------------------------------ |
|       |       | Insulele Feroe       |                                           |                                             | feroeză: Føroyar daneză: Færøerne                                                                    | Tórshavn feroeză: Tórshavnar kommuna daneză: Thorshavn |
|       |       | Insula Man           |                                           | manxă: Mannin                               | manxă: Ellan Vannin                                                                                  | Douglas manxă: Doolish                                 |
|       |       | Jersey               | Provincia Jersey                          | Jèrriais: Jèrri                             | Jèrriais: Bailliage de Jersey                                                                        | St. Helier Jèrriais: Saint Hélyi                       |
|       |       | Muntele Athos        | Statul Autonom Monastic al Muntelui Sfânt | greacă: Άγιον Όρος Transliterare:Agion Oros | greacă: Αυτόνομη Μοναστική Πολιτεία Αγίου Όρους Transliterare:Aftonomi Monastiki Politia Agiou Orous | Karyes                                                 |

## Republici, teritorii și regiuni recunoscute parțial
Următoarele entități geo-politice din Europa, sunt recunoscute diplomatic doar parțial, de către unul sau mai multe state suverane.
| Steag | Hartă | Nume scurt în română | Nume lung în română                | Nume scurt în limba națională | Nume lung în limba națională | Capitala                                                                                     |
| ----- | ----- | -------------------- | ---------------------------------- | --- | --- | -------------------------------------------------------------------------------------------- |
|       |       | Abhazia              |                                    | abhază: Аҧсны Transliterare: Apsny georgiană: აფხაზეთი Transliterare: Apkhazeti sau Abkhazeti rusă: Абха́зия Transliterare: Abhaziia                           | | Suhumi abhază: Аҟəа Transliterare: Akwa georgiană: სოხუმი Transliterare: Sohumi rusă: Сухуми |
|       |       | Ciprul de Nord       | Republica Turcă a Ciprului de Nord | turcă: Kuzey Kıbrıs | turcă: Kuzey Kıbrıs Türk Cumhuriyeti | Nicosia turcă: Lefkoșa}}                                                                     |
|       |       | Kosovo               | Republica Kosovo                   | albaneză: Kosova, Kosovë sârbă: Косово Transliterare: Kosovo                                                                                                  | albaneză: Republika e Kosovës sârbă: Република Косово Transliterare: Republika Kosovo | Pristina albaneză: Prishtina, Prishtinë sârbă: Приштина Transliterare: Priština              |
|       |       | Osetia de Sud        |                                    | osetă: Хуссар Ирыстон Transliterare: Khussar Iryston georgiană: სამხრეთ ოსეთი Transliterare: Samkhret Oseti rusă: Южная Осетия Transliterare: Iujnaia Osetiia | osetă: Хуссар Ирыстон Республика | Tskhinvali osetă: Цхинвал sau Чъреба Transliterare: Cereba                                   |
|       |       | Transnistria         | Republică Moldovenească Nistreană  | românește: Транснистрия Transliterare: Transnistriia rusă: Приднестровье Transliterare: Pridnestrovie ucraineană: Придністрвя Transliterare: Prîdnistrovia    | românește: Република Молдовеняскэ Нистрянэ Transliterare: Republica Moldovenească Nistreană rusă: Приднестровская Молдавская Республика Transliterare: Pridnestrovskaia Moldavskaia Respublika ucraineană: Придністровська Молдавська Республіка Transliterare: Prîdnistrovska Moldavska Respublika | Tiraspol românește: Тираспол rusă și ucraineană: Тирáсполь                                   |

## Republici, teritorii sau regiuni nerecunoscute
Următoarele entități geo-politice nu au parte de recunoaștere diplomatică,  deși sunt definite ca state de către teoria declarației de suveranitate statală.
| Steag | Hartă | Denumirea în română | Denumirea oficială în română          | Denumirea în limba națională                                 | Denumirea oficială în limba națională                                                       | Capitala                                                                                          |
| ----- | ----- | ------------------- | ------------------------------------- | ------------------------------------------------------------ | ------------------------------------------------------------------------------------------- | ------------------------------------------------------------------------------------------------- |
|       |       | Nagorno-Karabakh    | Provincia Autonomă Karabahul de Munte | armeană: Լեռնային Ղարաբաղ Transliterare: Lernayin Gharabaghi | armeană: Լեռնային Ղարաբաղ Հանրապետություն Transliterare: Lernayin Gharabaghi Hanrapetut’yun | Stepanakert armeană: Ստեփանակերտ Transliterare: Khankendi azeră: Xankəndi Transliterare: Xankindi |